# コックオフ
コックオフまたはコッキングオフ（英：Cooking off／cook-off）は、弾薬がまわりの環境の熱によって発火し、暴発や爆発を起こすこと。この他、手榴弾を投げる時に思い通りに制御された爆発を起こす技術のことでもある。
ファスト・コックオフ（英：fast cook-off)は、火によって引き起こされるコックオフである。スロー・コックオフ（英：slow cook-off)は、火よりも弱いが高温の状態が続いた結果引き起こされる。
コックオフが発生した弾薬は、まわりの弾薬を誘爆させることもある。

## 大砲
17世紀初頭にスウェーデンで開発されたレザーキャノン（銅製または鉄製の薄い内筒の外周を、縄や皮で巻き締めた構造の軽量火砲）は、その設計上の欠陥によって砲身が過熱し、発射薬が（意図したより）早く発火して、装填手を負傷させた。
1980年代の終わりに、G5 榴弾砲の砲弾がコックオフを起こした後、南アフリカ陸軍は、「撃ち方やめ」（cease fire）の号令を「装填やめ」（cease loading）に変更した。この措置によって砲手はすでに装填した最後の砲弾を発射できるようになり、過熱による暴発を避けられるようになった。

## 機関銃
コックオフは、クローズドボルトで発射する空冷式機関銃に特有である。この設計では、トリガーを放して射撃を中断した時、薬室に装填された弾薬がそのまま残る。余熱が薬莢をとおって内部の発射薬などに伝わるが、もしこれがたまたま発射薬の発火点に達すると、雷管が叩かれていなくても発射薬が燃焼し、薬室内の弾が発射される。通説とは異なり、コックオフはスラムファイアと違って、機関銃を通常の発射速度で発射して「暴走」させることはない。薬室に装填された弾薬は、最初に温度を上げる必要があるからである。コックオフが発生するまでの時間は、薬室や周りの温度に依存するが、意図的に非常に早く起こそうとしたとしても、普通は数秒かかる。この時間の間に、銃身が冷却される。
機関銃のコックオフは、以下のようにして防ぐことが出来る。
- 薬莢のある弾薬を使う：ほかのいくつもの機能に加えて、金属製の薬莢はヒートシンクの役割を果たし、発射薬を薬室の熱から保護する。まず薬莢の温度が十分に上がらない限り内部の発射薬は燃焼しないからである。
- 冷却する：銃身を、自動車のエンジンのラジエーターのように冷却水や強制通気で冷却する、あるいは一定時間で交換する。現代の歩兵用の機関銃（GPMG、汎用機関銃）のほとんどは、素早く交換できる数本の銃身と一緒に支給される。銃身が熱を持ってきたら、別の銃身に交換して射撃を続け、その間最初の銃身を冷ましておくことでコックオフや銃身の焼損を予防する。
- オープンボルト：現代の歩兵用の機関銃および短機関銃のほとんどは、オープンボルトから射撃する。これは、射撃中にトリガーを放したとき、後退したボルトが後方にとどまることを意味する。トリガーを操作して初めてボルトが解放されて前方に進み、その際に装填と撃発・発射が行われる。ボルトが適切に作動すれば、この設計ではコックオフは発生し得ない。トリガーを操作して発射される瞬間まで、弾薬が薬室に装填されることはない。また薬室・銃腔は前後が開放された状態となり、放熱もしやすい。
- 効果的な射撃：よい射手は、精度と過熱の防止を保証するために、一度の発射数を数発にとどめるバースト射撃を行う。また、頻繁に銃身を交換する。

### クローズドボルト
現代の歩兵用のアサルトライフルのほとんどは、クローズドボルトで発射する。つまり、発射の準備が整った時、弾薬が薬室の中にあり、ボルトと稼働部品が前進して遊底が閉鎖された状態である。トリガーを操作すると、ストライカーまたはハンマーが解放され、薬室の中の弾薬を発射する。銃が停止せずに適切に作動しても、この設計ではコックオフが発生することがある。弾薬は薬室に装填されたままになるが、薬室は、発射薬を発火させるのに十分な熱を蓄えて、非常に高温になっている可能性がある。

### ケースレス弾薬
ケースレス弾薬は金属製の薬莢をなくした弾薬である。金属製の薬莢は、通常は雷管や起爆薬と、弾丸を発射するための発射薬を保持する。金属製の薬莢は、発射の排熱の大部分を吸収する。この、熱い空薬莢を排出すると、熱を武器の外に捨てることができる。ケースレス弾薬では、特に自動小銃の場合、別の方法で排熱を捨てる必要がある。

## 艦船や戦車
特に第二次世界大戦以前の戦闘艦艇は、千発単位もの砲弾及び装薬を搭載しており、この巨大な弾薬庫のコックオフは破局的な事態に直結した。日本海軍は陸奥、三笠、筑波、河内、防護巡洋艦松島などを事故で爆沈させており、これらの中には原因究明に到っていないがコックオフが疑われるものが少なくない。特に大口径で強力･多数の弾薬を搭載する戦艦等では弾薬庫をコックオフ防止のため冷却する設備を備えるようになった。大和型戦艦は軍部を含め当時の日本ではまだ普及していなかった冷房を備えていたが、これは弾薬庫冷却機能を副次利用したもので、他にもアイスクリーム製造に応用されたりもしたという。
コックオフは、破損または撃破された戦車の乗員にとって、深刻な危険である。軍艦よりはるかに小型の車体に冷凍機を積むような力技での解決は困難で、弾薬を水中に保管（湿式弾薬庫）したり、弾薬庫と乗員空間とを防護板で仕切って離隔したりすることが試みられた。M1エイブラムスのような戦車に用いられる、現在の技術では、コンパートメントを装甲し、内からの爆圧で天蓋等を吹き飛びやすくする（ブローオフ・パネル）ことで、爆発の力を車内から逃がして、「ジャック・イン・ザ・ボックス」効果を防ぐ。

## 手榴弾
手榴弾の場合の定義は、一般的な用語と異なる。コッキングオフは、安全ピンを抜いて安全レバー（スプーン）を分離し、それによって手榴弾が発火した後、信管がある程度燃焼するように、少しだけ待つことを指す。こうすると、手榴弾は投げた後すぐに爆発し、標的が隠れたり、爆発の範囲から逃げたり、あるいは投げ返したりする時間を与えない。この方法は、軍では全く推奨されない。信管の長さは推測が難しく、使用者とその付近の友軍に対して大きな脅威となり、予想より早く爆発することがあるからである。

## ミサイルと航空爆弾
航空機の兵装におけるコックオフは、特に航空母艦における発艦前の段階における事故を誘発させうる重大かつ危険な要素である。燃料や弾薬による火災は、飛行甲板や直下のヤードに延焼する可能性があり、航空母艦に搭載されている航空機や艦自体の喪失を招きかねない為、避けなければならない。コックオフによる艦艇の喪失の最たる例はUSS フォレスタルの1967年の火災である（不注意で発射されたズーニー・ロケット弾が、待機中のA-4 スカイホークの燃料タンクに命中したことによって発生した）。燃料漏れによる火災は、破壊された爆撃機に搭載されていた朝鮮戦争当時の無誘導爆弾2発を誘爆させ、同機の燃料タンクをも爆発させ、周囲の爆弾へのコックオフを連鎖的に発生させるきっかけとなった。
航空機搭載用の爆弾やミサイル等のコックオフを防ぐ為に、飛行甲板等への未使用の弾薬等の放置は厳禁であるほか、それらの保管に際しても厳重な注意が必要であり、弾薬庫には注水が可能な構造であるとか、周囲への誘爆を防いだり、周囲からの高温、爆風、熱波等を防げるほどの、分厚く頑丈な壁面を持つ事が多い。